# Pont de l’Archevêché

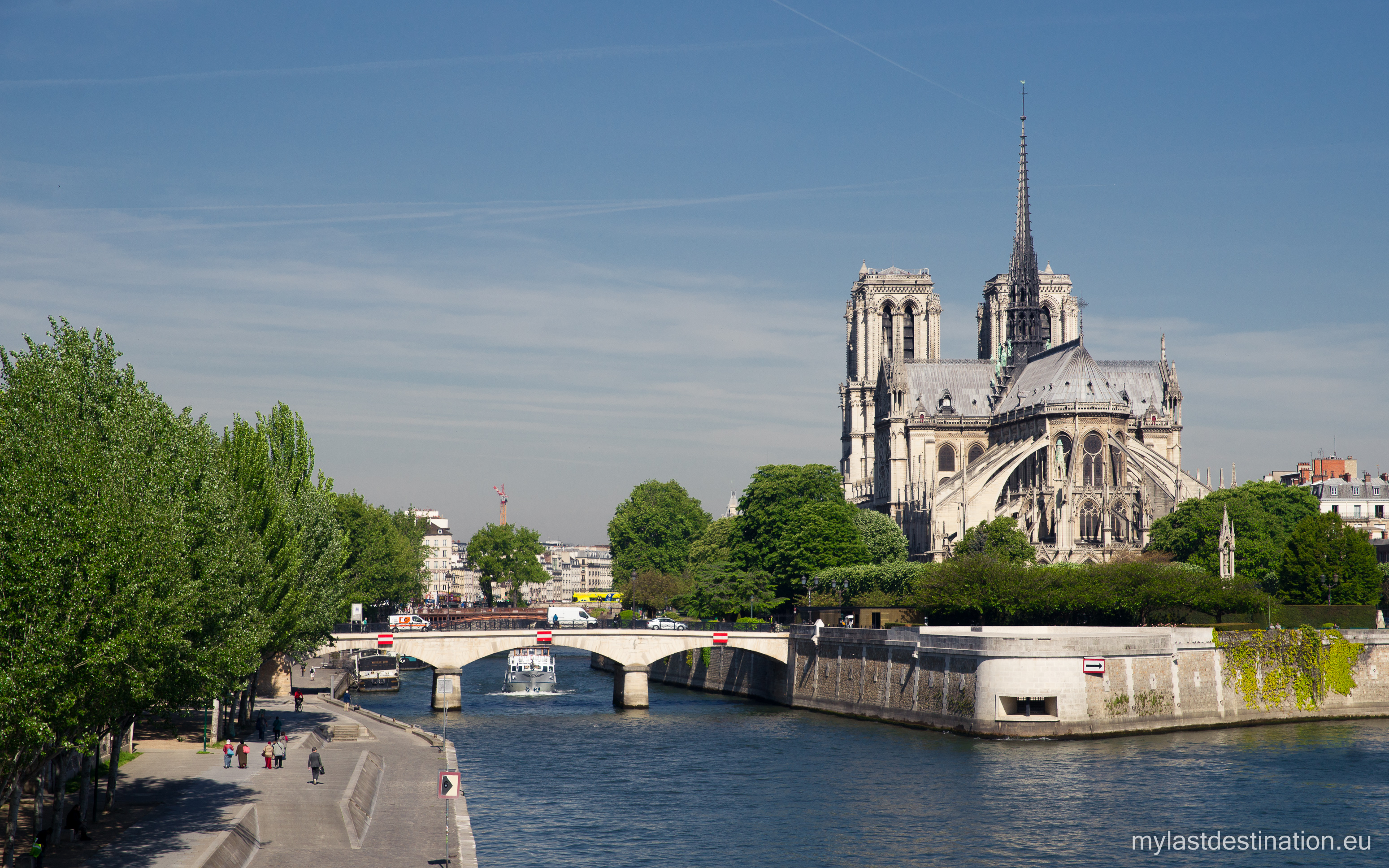
Der Pont de l’Archevêché von Osten, 2017

Der Pont de l’Archevêché ist eine Straßenbrücke über die Seine in Paris. Er führt vom linken Seineufer über deren südlichen Arm zur Île de la Cité und verbindet dabei das Quartier Saint-Victor des 5. Arrondissements mit dem Quartier Notre-Dame des 4. Arrondissements.

## Geschichte und Beschreibung

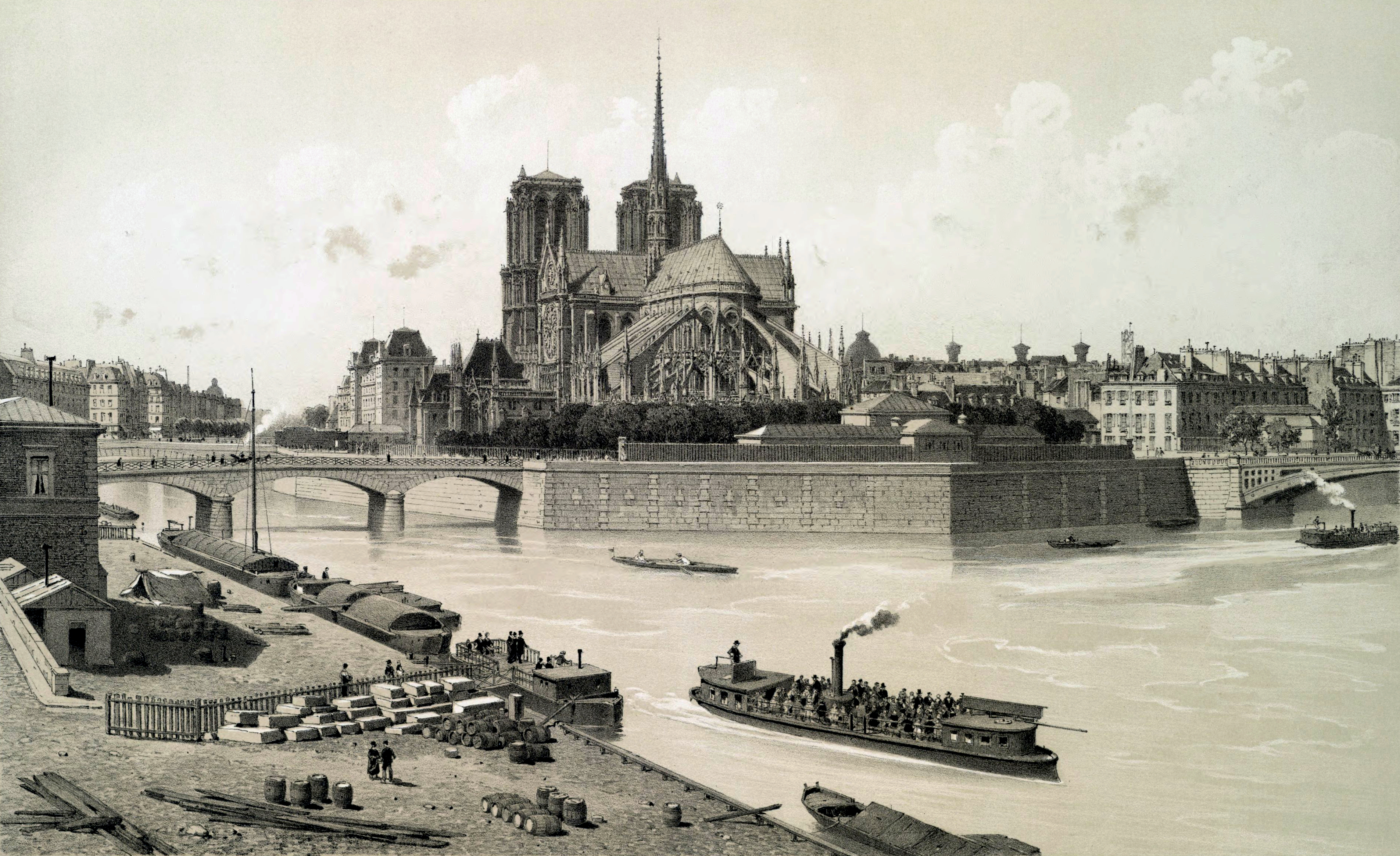
Pont de l’Archevêché (links) und Pont Saint-Louis (rechts), 1881

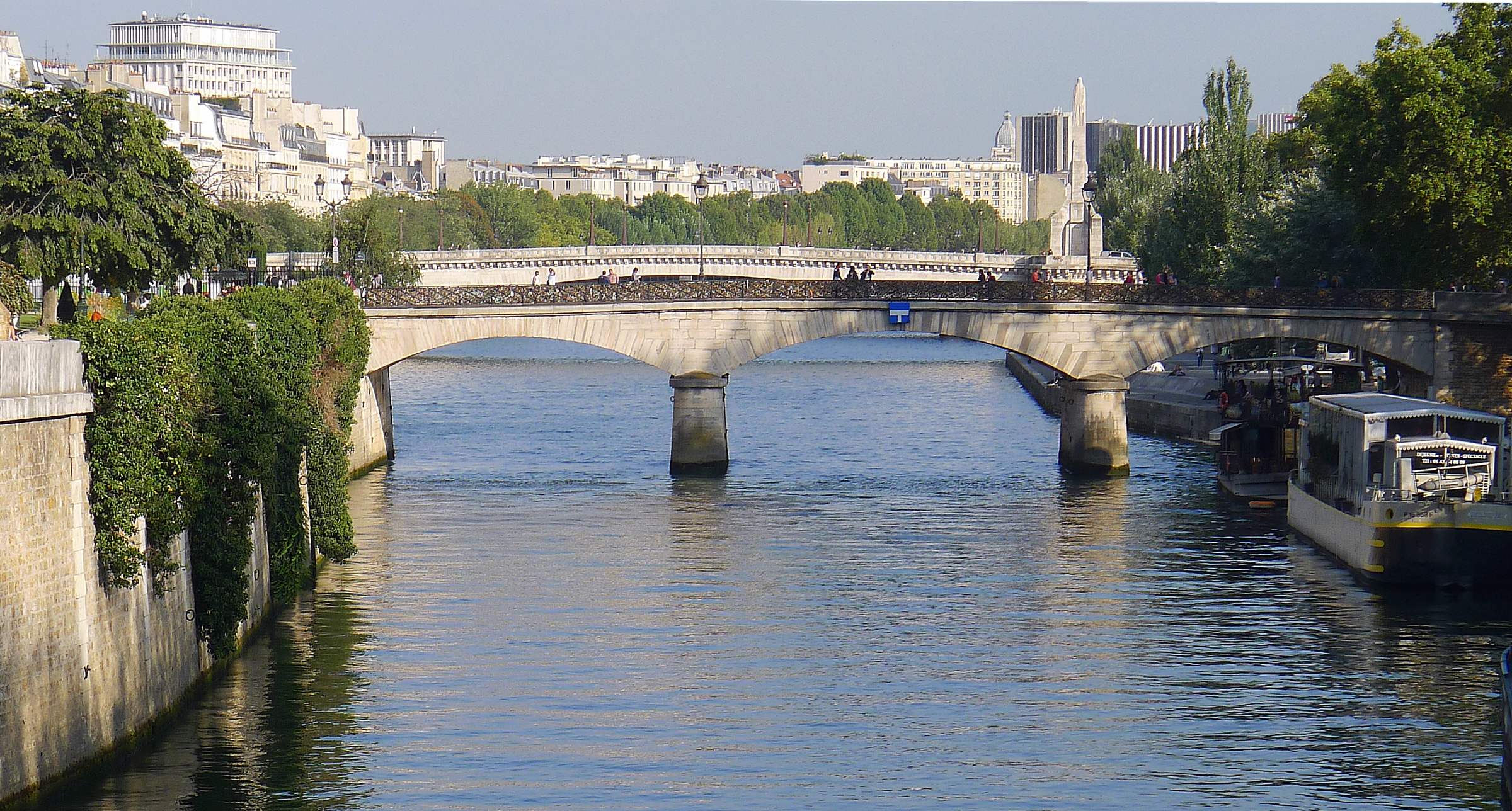
Pont de l’Archevêché von Westen mit Vorhängeschlössern, 2012

Die Steinbogenbrücke ist das Bindeglied zwischen der Rue des Bernardins auf der Rive Gauche und dem Quai de l’Archevêché auf der Île de la Cité. Letzterer Straße, die nach dem 1831 zerstörten erzbischöflichen Palais benannt ist, verdankt sie ihren Namen.
Sie wurde 1828 unter der Leitung des Ingenieurs Plouard im Auftrag der Gesellschaft des Pont des Invalides gebaut. Bis 1848 mussten an den Konzessionsinhaber Benutzungsgebühren entrichtet werden: 1 Sou pro Fußgänger und 2 Sous pro Reiter. 1857 wurde die Brücke restauriert, die geringe Breite der Durchlässe behinderte aber weiterhin den Schiffsverkehr; allein zwischen 1884 und 1900 gab es 24 Unfälle, wobei vier Schiffe sanken. Daher wurde 1910 beschlossen, die Brücke mit 20 m breiten Öffnungen neu zu bauen, was als Folge des Seinehochwassers jenes Jahres aber unterblieb. 1911 stürzte ein Omnibus der Compagnie générale des omnibus von der Brücke in den Fluss, dabei kamen elf Insassen des Fahrzeugs ums Leben.
Der 68 m lange Pont de l’Archevêché ist die schmalste der Pariser Straßenbrücken. Die 7 m breite Fahrbahn darf von Kraftfahrzeugen nur in nördlicher Richtung genutzt werden, für Radfahrer in der Gegenrichtung ist ein separater Streifen abmarkiert. Die 2 m breiten Gehsteige sind zum Fluss hin durch Brüstungen aus Gusseisen gesichert. Ab 2010 vergrößerte das Anbringen von Vorhängeschlössern durch Verliebte an den Gittern vor den Geländern das Gewicht der Brücke; 2016 wurden die Gitter daher durch transparente Platten aus Acrylglas ersetzt.
Die lichte Weite der beiden äußeren der drei gemauerten Bögen beträgt jeweils 15 m, die des mittleren Bogens 17 m. Pfeiler und Widerlager ruhen auf Pfählen aus Holz. Mit ihrer Höhe von 7,86 m über dem niedrigsten Wasserstand ist sie die niedrigste Brücke über den südlichen Flussarm.